# Гумнище (Волынская область)
Гумнище (укр. Гумнище) — село в Берестечковской городской общине Луцкого района Волынской области Украины.
До 2020 года входило в Гороховский район.
Код КОАТУУ — 0720885403. Население по переписи 2001 года составляет 331 человек. Почтовый индекс — 45763. Телефонный код — 3379. Занимает площадь 6,11 км².